# Giovanni Francesco Cigna
Giovanni Francesco Cigna, indicato talvolta come Gianfrancesco (Mondovì, 2 luglio 1734 – Torino, 16 luglio 1790), è stato un medico e chimico italiano.
Esponente dell'Illuminismo torinese, ebbe un importante ruolo culturale, tra l'altro come cofondatore dell'Accademia delle scienze di Torino.

## Biografia

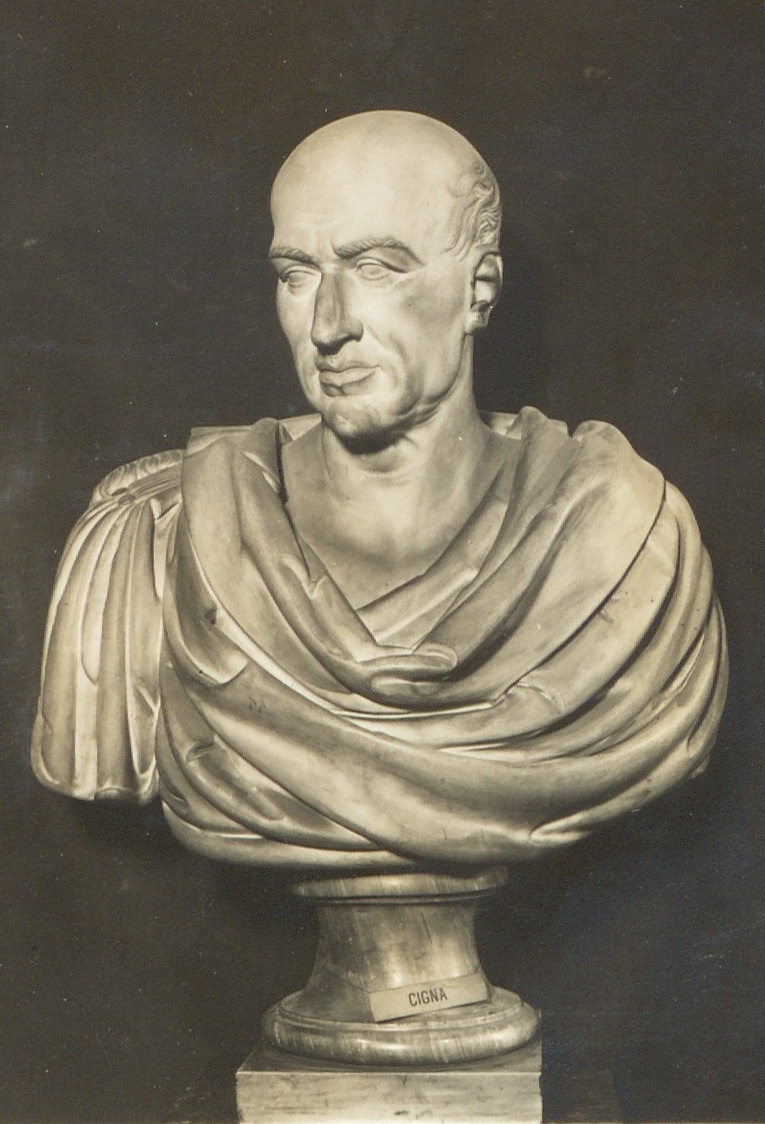
Busto di Giovanni Francesco Cigna, opera di Giacomo Spalla, 1823.

Nacque a Mondovì da Filippo, medico, e da Andretta Beccaria, parente del fisico Giovanni Battista Beccaria.
Nel 1750 vinse il concorso per l'ammissione al Collegio delle Province, per la classe di medicina e dall'anno successivo frequentò l'università, dove si laureò in medicina nel 1755. Nel 1757 divenne, come il padre, "medico collegiato" (cioè appartenente al collegio dei medici di Torino abilitati ad esercitare la professione medica) con una tesi che discuteva le nascenti scienze dell'elettrologia e della fisiologia. Assieme a Joseph-Louis Lagrange e Giuseppe Angelo Saluzzo fu allievo di Gian Battista Beccaria, ma un disaccordo con il maestro sulla teoria del flogisto portò i tre a proseguire per loro conto la sperimentazione, costituendo (1757) una società privata che iniziò a riunirsi in casa del Saluzzo, la futura Accademia delle Scienze di Torino. A queste riunioni furono invitati nel tempo altri autorevoli scienziati dell'epoca, con una vitalità che attirò sospetti di materialismo e ateismo. I fondatori reagirono alle critiche invitando progressivamente nella società illustri personalità, anche straniere (tra cui Eulero, Lavoisier, Haller, Condorcet, Franklin) e ricercando protezione da Carlo Emanuele III, che ribattezzò "Società reale" l'associazione, mettendola al riparo dai tradizionalisti.
Cigna fu il primo segretario della società, della quale curò già nel 1759 il primo volume di atti (De iis quae in societate acta sunt, in Miscellanea philosophico-mathematica Societatis privatae Taurinensis, I, Augustae Taurinorum, 1759).
A partire dal 1761 ebbe gravi problemi di salute che ne limitarono di molto l'attività.
Eseguì importanti studi sulla respirazione. Lavorò molto in ambito elettrologico, sostenendo una teoria alternativa a quella di Beccaria, che sarà fonte di non pochi contrasti con il maestro. Ebbe grande successo come medico. Dal 1775 fu ordinario di anatomia all'Università di Torino.
Nel 1779 sposò Teresa Prandi (figlia di Ludovico, medico dei Savoia-Carignano), dalla quale ebbe due figlie.

## Opere

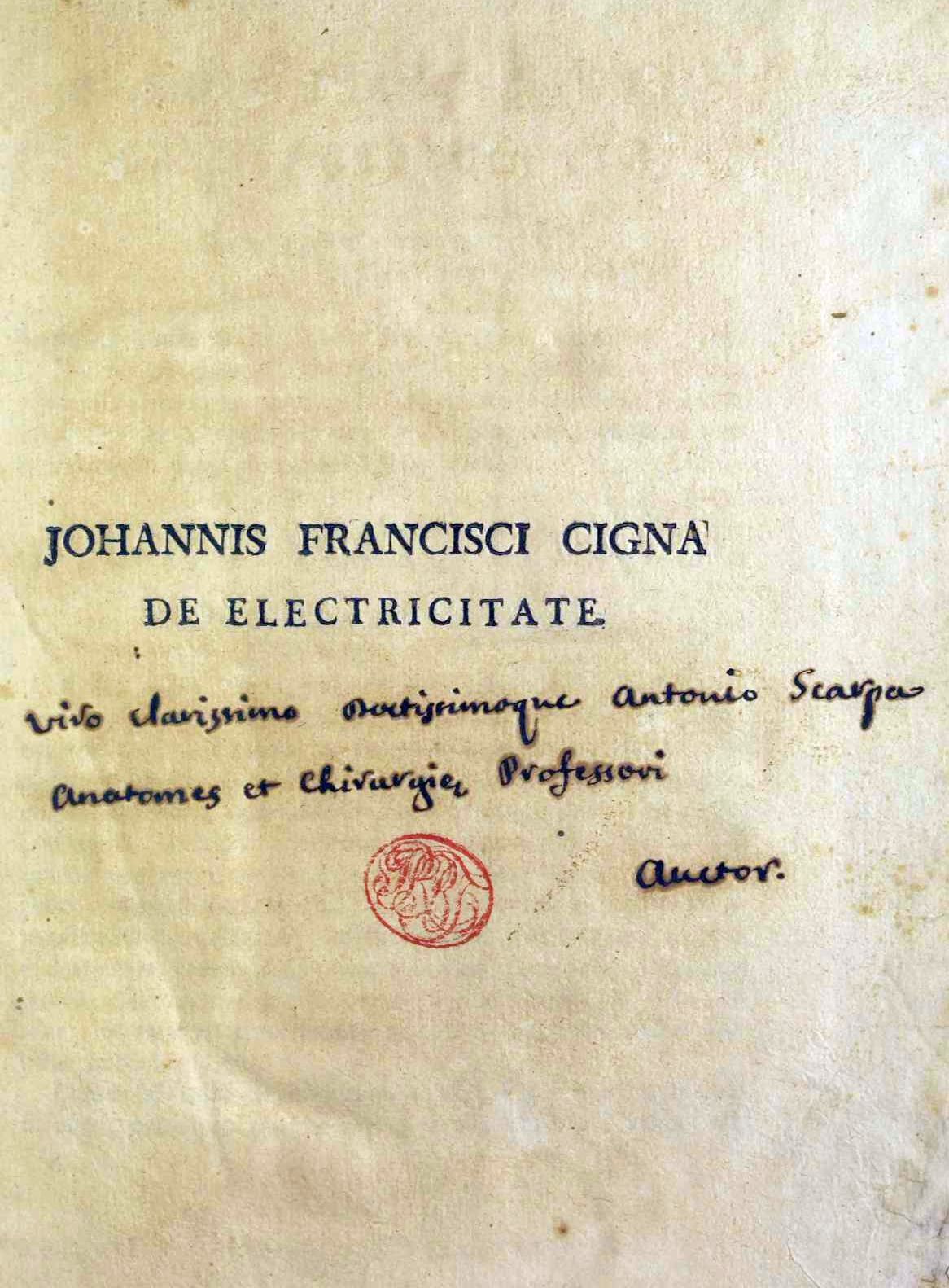
De electricitate, 1770

- (LA) De electricitate, 1770.

## Intitolazioni
Nella sua città natale Mondovì è stata dedicata alla sua memoria una scuola superiore: l'Istituto di Istruzione Superiore Statale G.Cigna.
Il Comune di Torino gli ha intitolato un'importante via di scorrimento nella zona nordovest, lunga 2,5 chilometri, da Corso Regina Margherita (Rondò della Forca) sino a via Sempione, in Barriera di Milano.